# Lagos Accord
Lagos Accord war ein Friedensvertrag, der am 21. August 1979 durch Repräsentanten der elf Bürgerkriegsparteien des Bürgerkriegs im Tschad (1965–1975) unterzeichnet wurde.
Der Vertrag wurde nach einer Konferenz in Lagos, Nigeria unterzeichnet und die Prozeduren für das Gouvernement d’Union Nationale de Transition (GUNT) wurden im November 1979 ins Amt eingesetzt. Durch eine gemeinsame Übereinkunft wurde Goukouni Oueddei als Präsident, Wadel Abdelkader Kamougué als Vizepräsident und Hissène Habré als Verteidigungsminister, Veteranen und Kriegsopfer ernannt. Die Verteilung der Kabinettssitze wurde zwischen dem Süden (elf Portfolios), Norden, Zentrum und Osten (dreizehn Portfolios) und unter Protegés von benachbarten Staaten aufgeteilt.
Eine Friedensmission der Organisation für Afrikanische Einheit (OAU) aus Truppen der Republik Kongo, von Guinea und Benin sollte die französischen Friedenstruppen ersetzen. Diese Truppen wurden aber niemals effektiv eingesetzt.
Die Teilnehmer der Übergangsregierung misstrauten sich gegenseitig und erreichten auch niemals einen Sinn für Zusammenhalt. Im Ergebnis blieben die verschiedenen Milizen der Fraktionen bewaffnet. Im Januar 1980 attackierte eine Einheit von Habré die Kräfte einer der konstituierenden Gruppen der Übergangsregierung in der Präfektur Ouaddaï und der Konflikt erreichte neue zerstörerische Rekorde.